# Пузирівська сільська рада
Пузирівська сільська рада — колишній орган місцевого самоврядування у Семенівському районі Полтавської області з центром у c. Пузирі.
Населення — 721 осіб.

## Населені пункти
Сільраді були підпорядковані населені пункти:
- c. Пузирі
- с. Бурбине
- с. Василяки
- с. Лукашівка
- с. Строкачі